# Le Passe-muraille
Le Passe-muraille també conegut com la Chambre sensorielle, és el nom d'unaescultura de bronze creada el 2006 per l'escultor francès Jean-Bernard Métais. Es troba en el "Parc du Pescatore" a la ciutat de Luxemburg i es va establir sobre l'antiga casamata de la ciutat. L'escultura està feta de dos hemisferis de bronze, que tenen 3 metres d'altura i un diàmetre de 6 metres. Es pot entrar en Le Passe-muraille a través d'aquests hemisferis. 8000 forats permeten que el paisatge brilli a través d'ella. Le passe-mureille va ser inaugurat el 24 de desembre de 2006, en presència de Andrée Putman, Paul Helminger (alcalde) i altres convidats notables. No porta la signatura de l'artista.